# Dirphia nigra
Dirphia nigra är en fjärilsart som beskrevs av Paul Dognin 1901. Dirphia nigra ingår i släktet Dirphia och familjen påfågelsspinnare. Inga underarter finns listade i Catalogue of Life.